# Pipe band

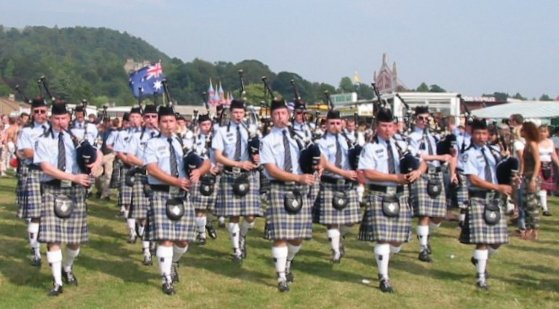
Pipe band podczas koncertu plenerowego

Pipe Band (t. Pipes & Drums; pol. „orkiestra dudziarska”) – szkocka orkiestra, wykorzystująca jedynie wielkie dudy szkockie, werble (drums), bębny tenorowe i bębny basowe.
Początkowo istniały jedynie w ramach formacji militarnych, gdzie Pipes & Drums grały marsze i sygnały bitewne. Moc brzmienia dud i donośność werbli sprawiały, że nawet w zgiełku walki zawsze można było usłyszeć „swoich” dudziarzy. Prócz tego żołnierze walczyli pewniej, słysząc dudy. Pipes & Drums maszerują od zawsze przed jednostką bojową, nawet w czasach, gdy bitwy polegały na statycznym ostrzeliwaniu się. W szczególności dudziarze idąc w pierwszej linii byli podatni na pociski wroga. Niemniej do dziś z dumą powtarzają „pipers always to the front”.
Dzisiaj, prym wiodą pipe bandy wojskowe, czego emanacją są przyciągające rzesze ludzi pokazy „Military Tatoo”. Jest jednak wiele zespołów „cywilnych”, powstających na całym świecie. Zawsze jednak są one wzorowane na tradycjach militarnych, w szczególności przez system marszu, komend, a niejednokrotnie także ubiór. Ze szkockiej tradycji pipe bandu wywodzą się też bretońskie orkiestry bagad.
Porównując pipe band do orkiestry kontynentalnej można zauważyć szereg różnic, przede wszystkim:
- metrum marszów szkockich narzuca znacznie szybszy rytm chodu orkiestry,
- odpowiednik tamburmajora (przewodnik orkiestry dający znaki buławą) w pipe band nazywa się drum major i zamiast krótkiej buławy nosi ozdobną lancę (mace) z półokrągłą głownią,
- z racji dość ujednoliconych standardów umundurowania pipe bandy różnią się tartanami noszonych kiltów i pledów, oznaczających (przy P&D wojskowych) jednostki, z których pochodzą
- sekcja bębnów różni się nie tylko brzmieniem, ale i techniką gry, wynikającą z budowy instrumentów i konieczności utrzymania charakterystycznego metrum.